# Sønder Vissing
Sønder Vissing is een plaats in de Deense regio Midden-Jutland, gemeente Horsens, en telt 412 inwoners (2008).